# كرزيستوف وداراكزيك
كرزيستوف وداراكزيك (بالبولندية: Krzysztof Włodarczyk) مواليد 19 سبتمبر 1981 في وارسو، هو ملاكم محترف بولندي. حقق بطولة الاتحاد الدولي للملاكمة.

## المسيرة الاحترافية
من نزالاته:
- انتصر على جيكوب فراجوميني (2013).

## إحصائيات
خاض خلال مسيرته 55 نزالا، فاز في 51 وتعادل في 1 وخسر في 3. فاز بالضربة القاضية في 37 نزالا.

## روابط خارجية
- كرزيستوف وداراكزيك على موقع بوكس ريك (الإنجليزية) (registration required)